# منتخب كوبا تحت 17 سنة لكرة القدم
منتخب كوبا تحت 17 سنة لكرة القدم (بالإسبانية: Selección de fútbol sub-17 de Cuba)‏ هو ممثل كوبا الرسمي في المنافسات الدولية في كرة القدم في فئة كرة قدم تحت 17 سنة للرجال، يديريه اتحاد كوبا لكرة القدم.